# Finale di Heineken Cup 2003-2004
La finale di Heineken Cup 2003-04 fu la gara di assegnazione del titolo di campione della 9ª edizione della massima competizione europea per club di rugby a 15.
Si tenne il 23 maggio 2004 allo stadio di Twickenham di Londra tra la campione uscente Tolosa e il London Wasps, che si aggiudicò l'incontro 27-20 laureandosi per la prima volta campione d'Europa.

## Il percorso dei club finalisti
A titolo di cronaca, fu il primo anno in cui la competizione adottò, nella fase a gironi, il sistema di punteggio a bonus dell'Emisfero Sud.

### London Wasps
Nella fase a gironi il club londinese primeggiò nel suo gruppo grazie a quattro vittorie con bonus su Perpignano (28-7 in Inghilterra e 34-6 in Francia) e Calvisano (52-33 in Lombardia e 46-13 a Londra).
Divisione della posta con un bonus difensivo a testa e scarto punti zero con l'effimera franchise gallese del Celtic Warriors, vincente 14-9 a Londra e successivamente sconfitta a Bridgend 17-12.
Nel derby inglese dei quarti di finale, le Vespe batterono 34-3 Gloucester al termine di un incontro mai in discussione (cinque mete a zero), mentre fu altresì ben più difficile l'accesso alla finale, avendo dovuto far ricorso a una meta marcata all'ultimo minuto per avere ragione a Dublino del Munster, battuto 37-32.

### Tolosa
I francesi chiusero la prima fase come miglior prima classificata grazie a cinque vittorie con altrettanti punti di bonus nonostante la sconfitta iniziale contro Edimburgo in Scozia per 16-23; il prosieguo vide Tolosa battere Leeds Tykes 19-3 in casa e 31-22 in Inghilterra  e l'Ospreys 29-6 in Francia e 29-11 a Swansea, per poi suggellare la qualificazione nell'ultima giornata con la rivincita 33-0 su Edimburgo..
Nei quarti Tolosa ritrovò Edimburgo, qualificatosi come peggiore delle seconde e quindi riaccoppiato alla sua compagna di girone; i francesi risolsero la pratica in maniera agevole vincendo 36-10 e nel derby di semifinale batterono 19-11 un Biarritz che marcò i suoi primi punti pesanti solo nella ripresa ed ebbe una reazione troppo tardiva per poter pensare di ribaltare il punteggio.

## La finale
La gara di finale si tenne a Twickenham diretta dall'irlandese Alain Rolland, e fu un incontro molto serrato, che si disputò su un piano di sostanziale equilibrio: a un primo tempo, chiuso 13-11 per gli inglesi in cui la fece da padrone, ambo i lati, il gioco al piede; nella ripresa una meta di van Gisbergen, da lui medesimo trasformata, e tre piazzati di Élissalde, subentrato a Delaigue, portarono la situazione sul 20-20 a un minuto dalla fine; il gallese Rob Howley mise a segno al 79' la meta decisiva per gli Wasps che si aggiudicarono alfine l'incontro per 27-20.
Per Wasps si trattò della prima vittoria nella competizione, quarta squadra inglese a laurearsi campione d'Europa; fu, inoltre, la seconda volta, in nove edizioni, che la finale si tenne a Londra.

## Tabellino dell'incontro
| Arbitro: | Alain Rolland |

| |              | |
| Abbott 20’ v. Gisbergen 44’ Howley 79’ | mt           | 39’ Delaigue |
| v. Gisbergen 20’, 44’, 79’ | tr           | |
| v. Gisbergen 15’, 31’ | c.p.         | 5’, 11’ Delaigue 57’, 71’, 76’ Élissalde |
| Dallaglio 57’ | drop         | |
| · v. Gisbergen · Lewsey · Waters · Abbott · Voyce · King · Howley · Payne · Leota · W. Green · Shaw · Birkett · Worsley · Volley · 54’ Dallaglio | Formazioni   | · Poitrenaud · Ntamack 67’ · Desbrosse · Jauzion · Heymans · Delaigue 53’ · Michalak · Collazo · Servat 59’ · Poux · Pelous · Brennan 53’ · Bouilhou · Maka · Labit |
| | Sostituzioni | · Élissalde 53’ · Gerard 53’ · Bru 59’ · Clerc 67’ |
| Warren Gatland | Allenatori   | Guy Novès |